# 노아 빌딩

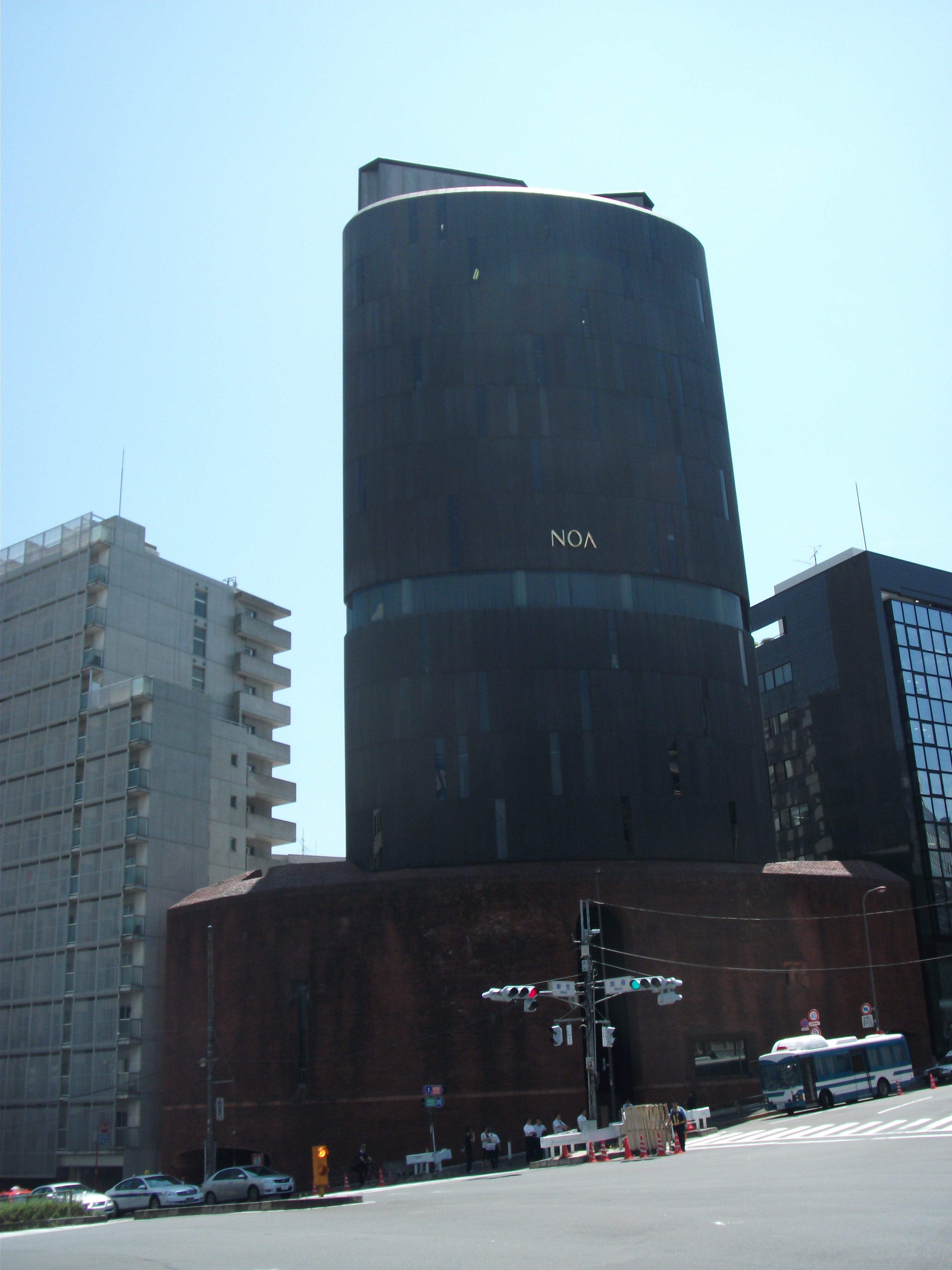
노아 빌딩의 전경.

노아 빌딩(일본어: ノアビル)은 도쿄도 미나토구 아자부다이에 위치한 건축물로, 지상 15층 지하 2층 옥탑 2층에 연면적 10,386.04제곱미터 규모로 1974년 6월에 준공하였다.
현재 이 빌딩은 주일 피지 대사관이 상주하고 있으며, 이 건물에는 대다수의 기업체들이 많이 입주하고 있으며 승강기의 대수도 무려 3대가 있고, 구조는 동그라미 모형으로 구성되어 있다. 또한 높이는 61.75m이다.

## 같이 보기
- 이라이 세이이치(일본어판)
- 주일본 피지 대사관(일본어판)